# Amerostenus athanis
Amerostenus athanis är en stekelart som först beskrevs av Walker 1839.  Amerostenus athanis ingår i släktet Amerostenus och familjen puppglanssteklar. Inga underarter finns listade i Catalogue of Life.